# 尼古拉·德鲁日宁
尼古拉·米哈伊洛维奇·德鲁日宁（俄語：Николай Михайлович Дружинин，1886年1月13日—1986年8月8日），苏联马克思主义历史学家。苏联科学院院士。知名于对19世纪俄国政治社会史的研究。

## 生平
1886年1月13日（儒略曆1月1日）生于俄国南部库尔斯克城。1904年毕业于莫斯科第五中学:105。1905年因参加革命运动被捕，被沙皇政府流放到伏尔加河畔的萨拉托夫城。在当地秘密参加当地布尔什维克组织宣传鼓动工作。1906年回到莫斯科继续学业。1911年毕业于莫斯科帝国大学法律系。1916年第一次世界大战期间被俄国沙皇政府招募入伍，服过短期兵役。1918年毕业于语言文学系:106。
在博格斯·洛夫斯基教授的举荐下，他留在该校继续深造。俄国内战结束后，陆续在莫斯科大学、高尔基师范学院、苏共中央高级党校和苏共中央社会科学院一边任教, 一边做研究工作。1926年至1934年任苏联国立革命博物馆学术秘书职务。1938年开始在苏联科学院历史研究所工作。1944年获历史学全博士学位。1946年12月被评为通讯院士。1953年10月入选正式院士。1950年代参与《莫斯科史》、《苏联史》的集体编写工作。1964年正式退休。晚年较少在公开场合露面:105。
1986年8月8日在莫斯科去世，享年102歲。

## 研究
德鲁日宁早期主要研究19世纪俄国史。具体包括：俄国社会经济史, 俄国革命运动史，俄国社会思想史，沙皇政府的外交和内政等。其中最著名的是关于1825年十二月党人的研究。在1925年出版的《十二月党人是什么人以及他们为什么而斗争》中，他试图遵循列宁的观点来评述十二月党人的历史地位。1933年出版的《十二月党人尼基塔·慕拉维约夫》包含对十二月党人在圣彼得堡创立的秘密组织“北方协会”的历史评述:107。
之后，他的研究重点转到俄国社会经济史方面。他大量搜集原始资料，1946年出版《国有农民与帕·德·基谢廖夫的改革》第1卷，获1947年斯大林奖金:108。自1940年代以来，他著有《论俄国资本主义关系史的分期》、《1861年改革前夕生产力与封建生产关系之间的冲突》以及《论俄国资本主义的形成过程》等长篇论文:111，主要以马克思主义的观点来抨击资本主义。